# Stiftet Gandersheim
Stift Gandersheim var ett romersk-katolskt kloster för kvinnor ur benediktinorden i Bad Gandersheim i Tyskland. Det grundades år 846 av Liudolf av Sachsen, och upplöstes 1802.  
Det var ett kejserligt kloster, vilket innebar att det lydde direkt under den tysk-romerska kejsaren, och innehade Landeshoheit, något som gjorde dess föreståndare till en monark och gav klostret status som en stat.